# 葎草
葎草（学名：Humulus japonicus），又稱剌剌秧、剌剌藤、五爪龙，多年生茎蔓草本植物。

## 型態描述
株长1～5米，雌雄异株，通常群生，茎和叶柄上有细倒钩，叶片呈掌状，茎喜缠绕其它植物生长。此植物耐寒，抗旱，喜肥、喜光。3、4月间出苗，雄株7月中、下旬开花，花序圆锥状，花被5，绿色。雌株8月上、中旬开花，花序为穗状。9月中、下旬成熟。

## 分佈
中国大陆除新疆、青海、西藏外，其他各省区均有分布；台灣、俄罗斯、朝鲜、日本也有分布。

## 用途
在過往商業飼料未普及之時，農民常收割本物種的嫩茎和叶做食草动物饲料。此外，本物種亦有藥用價值。

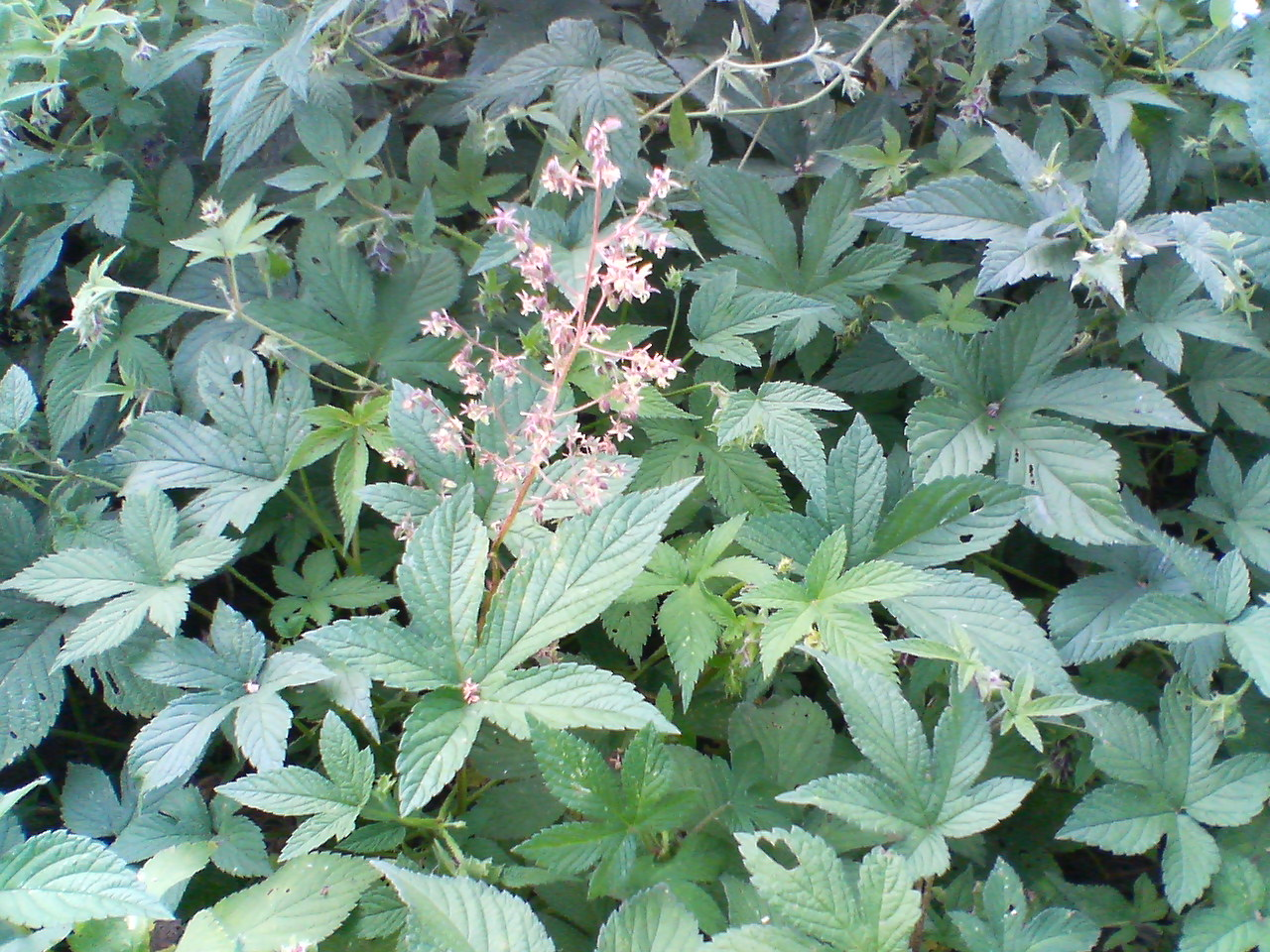
葎草

## 延伸阅读
[在维基数据编辑]
 《植物名實圖考·葎草》，出自吳其濬《植物名實圖考》